# Epacris sparsa
Epacris sparsa är en ljungväxtart som beskrevs av Robert Brown. Epacris sparsa ingår i släktet Epacris och familjen ljungväxter. Inga underarter finns listade i Catalogue of Life.